# William Deane
Sir William Patrick Deane (nascido em 4 de janeiro de 1931) é um advogado e jurista australiano que serviu como o 22º governador-geral da Austrália, no cargo de 1996 a 2001. Anteriormente, ele foi juiz do Supremo Tribunal da Austrália em 1982 a 1995.

## Vida
Deane recebeu sua educação de graduação na Universidade de Sydney, e mais tarde estudou direito internacional na Academia de Direito Internacional de Haia, na Holanda. Antes de ingressar no judiciário, Deane trabalhou por períodos como advogado e professor universitário. Ele foi nomeado para a Suprema Corte de New South Wales em 1977 e, mais tarde naquele ano, também foi nomeado para o Tribunal Federal da Austrália. Deane foi elevado ao Supremo Tribunal em 1982 e, durante seu mandato, foi geralmente considerado como pertencente ao lado progressista do tribunal. Ele se aposentou do tribunal em 1995 e, no ano seguinte, foi nomeado governador-geral por recomendação de Paul Keating. Deane foi discreto durante seu mandato de cinco anos, sem enfrentar grandes questões constitucionais, mas veio a ser notado internacionalmente ao abrir oficialmente os Jogos Olímpicos de 2000.
Foi Rotariano associado ao Rotary Club de Sydney, Austrália.